# 2006年トリノオリンピックの韓国選手団
2006年トリノオリンピックの韓国選手団（2006ねんトリノオリンピックのかんこくせんしゅだん）は、2006年2月10日から2月26日までイタリアのトリノで開催された2006年トリノオリンピックの韓国選手団、およびその競技結果。

## 概要
今大会は、金メダル6個、銀メダル3個、銅メダル2個の合計11個のメダルを獲得した。
ショートトラック女子3000mリレーでは、崔恩景＆辺川沙＆全多慧＆陳善有が金メダルを獲得。1994年リレハンメルオリンピック、1998年長野オリンピック、2002年ソルトレークシティオリンピックに続き、韓国勢4連覇を達成した。

## メダル
| メダル | 選手名                          | 競技             | 種目            |
| ------ | ------------------------------- | ---------------- | --------------- |
| 金     | 安賢洙                          | ショートトラック | 男子1000m       |
| 金     | 安賢洙                          | ショートトラック | 男子1500m       |
| 金     | 陳善有                          | ショートトラック | 女子1000m       |
| 金     | 陳善有                          | ショートトラック | 女子1500m       |
| 金     | 安賢洙 李昊錫 ソ・ホジン 宋錫雨 | ショートトラック | 男子5000mリレー |
| 金     | 崔恩景 辺川沙 全多慧 陳善有     | ショートトラック | 女子3000m       |
| 銀     | 李昊錫                          | ショートトラック | 男子1000m       |
| 銀     | 李昊錫                          | ショートトラック | 男子1500m       |
| 銀     | 崔恩景                          | ショートトラック | 女子1500m       |
| 銅     | 安賢洙                          | ショートトラック | 男子500m        |
| 銅     | 李康奭                          | スピードスケート | 男子500m        |